# محوطه چال زیمی
محوطه چال زیمی مربوط به دوران‌های تاریخی پس از اسلام است و در شهرستان رودسر، بخش رحیم‌آباد، روستای دیورود واقع شده و این اثر در تاریخ ۲ بهمن ۱۳۸۲ با شمارهٔ ثبت ۱۰۷۱۹ به‌عنوان یکی از آثار ملی ایران به ثبت رسیده‌است.